# Parc national du Jirisan
Le parc national du Jirisan (en coréen : 지리산국립공원, 智異山國立公園) est un parc national sud-coréen.
Créé en 1967, c'est le premier parc national du pays.
Il englobe le mont Jirisan et se partage entre les provinces de Gyeongsang du Sud, Jeolla du Nord et Jeolla du Sud.

## Biodiversité
Le parc national abrite l'Ours noir d'Asie qui fait l'objet d'un programme de restauration en tant qu'espèce emblématique.
Concernant la flore, une variété coréenne endémique de Corylopsis glabrescens trouve son habitat  sur les versants ensoleillés des montagnes du parc national de Jirisan.
Deux arbres remarquables, considérés comme trésors naturels, peuvent y être observés : un Prunus subhirtella dans l'enceinte du temple Hwaeomsa et un pin millénaire : le « Waun Cheonyeongsong ».